# Coulonges-Thouarsais
Coulonges-Thouarsais è un comune francese di 436 abitanti situato nel dipartimento delle Deux-Sèvres nella regione della Nuova Aquitania.

## Società

### Evoluzione demografica
Abitanti censiti